# أدب أمريكا الإسبانية
أدب أمريكا الإسبانية (بالإسبانية: Literatura hispanoamericana)‏ هو مصطلح يشير إلى الكتابات الأدبية الشعرية والنثرية المكتوبة باللغة الإسبانية في أمريكا الشمالية والجنوبية والوسطى وجزر الأنتيل، التي نُشرت بعد سنوات عدة من النصف الثاني من القرن التاسع عشر وحتى الوقت الحاضر.

## الأدب الأرجنتيني
هو مجمل الأعمال الأدبية التي كُتبت من قبل كتاب ومؤلفي الأرجنتين، وهو واحد من أغزر وأكثر الأعمال صلة وتأثيرًا في اللغة الإسبانية. ويأتي على قمة ممثليه بعض الكتاب المشهورين أمثال خوليو كورتاثر وخورخي لويس بورخيس وإرنستو ساباتو وليوبولدو لوجونس.